# 英賀城
英賀城（あがじょう）は、播磨国飾磨郡英賀（現・兵庫県姫路市飾磨区英賀宮町）にあった日本の城。別所氏の三木城、小寺氏の御着城と並び播磨三大城と称された。

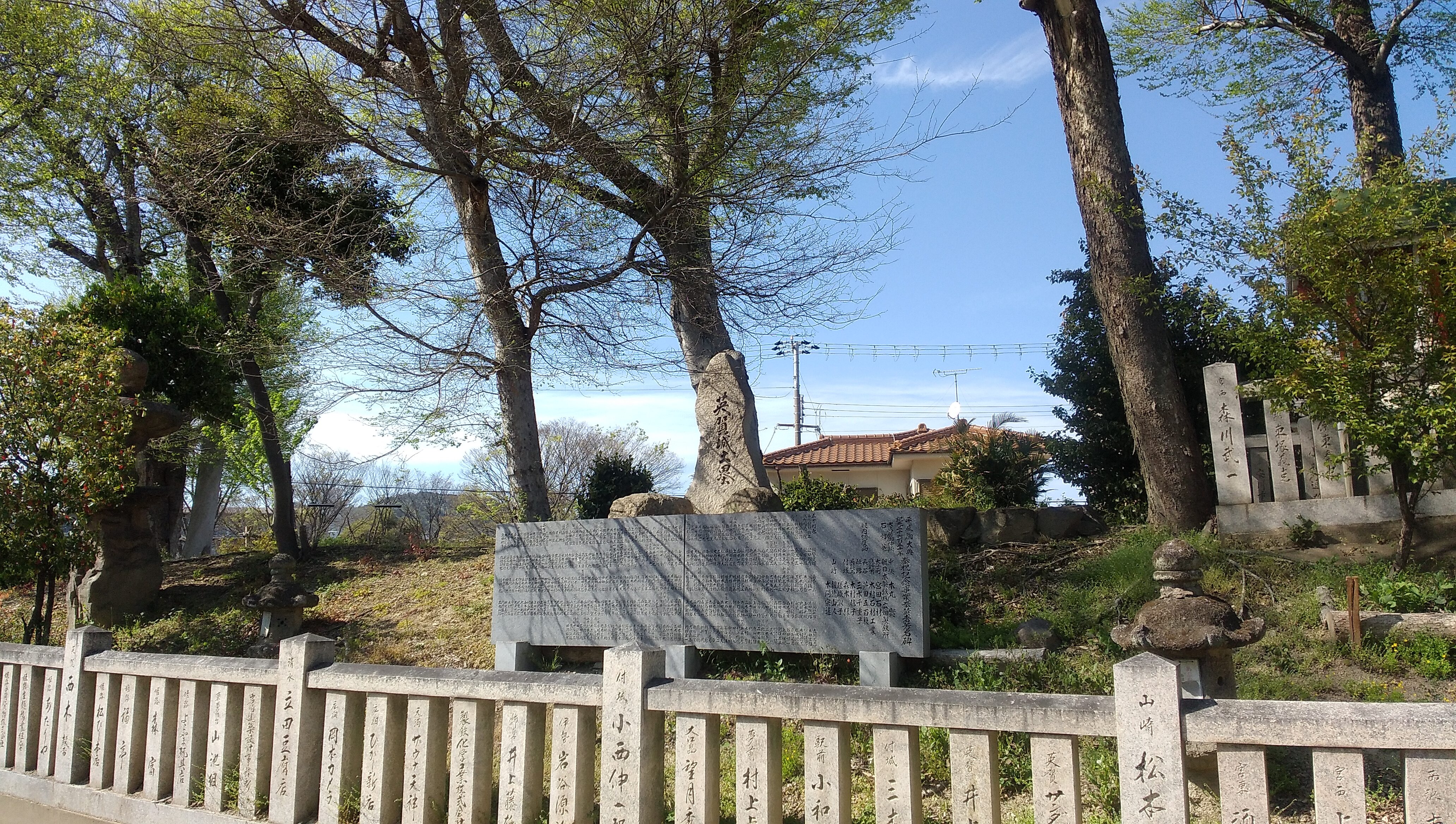
英賀城土塁跡。

## 概要
東は水尾川、西は夢前川、南は播磨灘に囲まれた地に築かれた。本丸にあたる英賀神社本殿裏に残る土塁以外の遺構は住宅地などになって残っていない。石碑・案内板・模擬石垣がある。

## 歴史
永享年間初期、赤松祐尚によって築城され、戦国末期、赤松氏以降は三木氏に支配が移る。1577年（天正5年）、織田信長は中国攻めを開始すると、羽柴秀吉に命じて播磨国へ侵攻。1578年（天正6年）、別所長治の三木城落城に続き三木通秋が籠もる英賀城も1580年（天正8年）に落城した。

## 遺構
- 土塁

### 参考資料・復元物・近隣施設など
- 本丸・二ノ丸周辺復元図
- 擬似石垣
- 英賀神社

## 交通
- JR山陽本線「英賀保駅」から徒歩約10分[要出典]。